# Zyginidia scutellaris
Zyginidia scutellaris är en insektsart som först beskrevs av Herrich-Schäffer 1838.  Zyginidia scutellaris ingår i släktet Zyginidia och familjen dvärgstritar. Inga underarter finns listade i Catalogue of Life.